# Isophya harzi
Isophya harzi este o specie de greier din familia Tettigoniidae. Specia este endemică și se găsește doar în România, în Munții Cozia din Carpații meridionali.